# Districte de Gasabo
El districte de Gasabo és un akarere (districte) de Kigali, a Ruanda. La seva capital es troba a Kacyiru, el suburbi veí de l'oficina presidencial i la seu de diferents ministeris de Ruanda. El districte també inclou grans àrees de la ciutat, incloses Kacyiru, Remera, Nyarutarama i Kimihurura.
Gasabo és la localització del Centre Memorial del Genocidi Gisozi, el lloc de sepultura d'aproximadament 300.000 víctimes del genocidi ruandès. A més del cementiri, el memorial té una zona d'exposició i una biblioteca relacionades amb el genocidi i té plans de desenvolupar un centre docent sobre la història del genocidi.

## Geografia
El districte ocupa la meitat nord de la província de Kigali, que tenia els seus límits estesos sota la reorganització del govern local el 2006. Gasabo inclou grans suburbis de Kigali, seccions d'un anell de turons que envolten la ciutat i alguns pobles al nord i l'est d'aquells. La regió més rica de Ruanda, Nyarutarama també es troba al districtes, igual que l'oficina del president (a Kacyru) i la majoria dels ministeris.

## Sectors
El districte de Gasabo està dividit en 15 sectors (imirenge): Bumbogo, Gatsata, Jali, Gikomero, Gisozi, Jabana, Kinyinya, Ndera, Nduba, Rusororo, Rutunga, Kacyiru, Kimihurura, Kimironko i Remera.